# 索克拉蒂斯
索克拉蒂斯（希臘語：Σωκράτης ὁ Σχολαστικός），（380年—450年），拜占庭教会历史学家和法律顾问，首位撰写教会史的信徒。他的作品《教会史》反映了公元4至5世纪基督教的发展，具有重大文献价值，此书引证浩繁，为中世纪拉丁教会提供了有关早期基督教的重要情况。此书第二版传世，分7卷，记述了这一时期的宗教及世俗史。每卷以每位东罗马帝国君主在位时间对应，自君士坦丁大帝（公元324年至公元337年在位）止于狄奥多西二世（公元408年至公元450年在位）。收有4世纪历史学家优西比乌斯所著的主要内容，他直接引用前人资料，会议决议以及有关皇帝、主教书信加以综合整理，客观地夹叙夹议，同时他还使用了经历者所提供的材料。

## 扩展阅读
- Theresa Urbainczyk, Socrates of Constantinople, University of Michigan Press, Ann Arbor 1997 ISBN 0-4721-0737-2
- 本条目包含来自公有领域出版物的文本: Chisholm, Hugh (编).  (第11版). London: Cambridge University Press. 1911.